# Герб Кондопожского района
Герб Кондопожского муниципального района Республики Карелия является официальным символом Кондопожского муниципального района. Герб утверждён решением Совета Кондопожского муниципального района № 6 от 23 октября 2019 года.

## История герба

### Версия 1999 года
Данный вариант герба являлся неофициальным вариантом города Кондопоги. Автором герба является И. Р. Кабанова. Вариант герба выглядел следующим образом:
Герб представляет собой геральдический щит, на котором изображены: с левой стороны — Успенская церковь,
с правой — две ели на скале, в нижней части — поток падающей воды, символизирующий водопад Кивач. Верхнее поле герба золотое, нижнее — зелёное, цвет воды — голубой, цвет церкви и скалы — коричневый.
Данный вариант герба просуществовал до принятия его переработанной версии в 2019 году. Герб по-прежнему остаётся гербом города Кондопоги.

### Версия 2019 года
Нынешняя версия герба является переработанной и дополненной версией герба 1999 года.

## Описание
Согласно Положению о гербе и флаге Кондопожского муниципального района нынешний вариант герба выглядит следующим образом:
В золотом поле на зелёной оконечности, в которой промеж двух серебряных скал расширяющийся к низу и нитевидно окаймленный сверху серебром лазоревый поток в виде водопада, — чёрная деревянная церковь, состоящая из шатровой башни с примыкающими к ней по бокам по одному приделу, причем левый придел шире и ниже правого и с входной двухъярусной лестницей (папертью), при этом башня и приделы каждый увенчаны церковной главкой; церковь сопровождена слева вырастающими из оконечности двумя зелёными елями, из которых крайняя слева ниже правой и расположена позади неё.
Герб Кондопожского муниципального района может воспроизводиться со статусной короной установленного образца. Муниципальная корона установленного образца для муниципального района — золотая о пяти видимых заострённых зубцах. Герб может воспроизводиться как в полной версии (полный герб — с муниципальной короной), так и в сокращенной версии (в виде гербового щита без короны); обе версии герба равноправны и имеют одинаковый статус.

## Символика

### Историческая основа
Главная историческая достопримечательность города Кондопога и всего района — деревянная Церковь Успения Пресвятой Богородицы, построенная в 1774 году, — памятник заонежской деревянной архитектуры, объект культурного наследия федерального значения. «Нет ей равных среди деревянных шатровых церквей, хотя и нет коренных отличий от них. Удивительная и единственная в своем роде, эта церковь — лебединая песня народного зодчества, пропетая с такой глубокой силой, что после неё любой звук кажется и слабее, и немощнее», — так написал о Церкви Успения Пресвятой Богородицы академик, доктор архитектуры А. В. Ополовников. После пожара, случившегося в 2018 году, церковь планируется восстановить.
Церковь в гербе района — символ исторической преемственности и возрождения.
Лазоревый поток (водопад) промеж скал символизирует богатый рекреационный и туристический потенциал района и его природные достопримечательности, главной из которых является водопад Кивач. По одной из легенд о возникновении водопада, две реки-сестры Суна и Шуя, не желая расставаться друг с другом, протекали рядом. Но в один момент Суна уступила сестре своё удобное русло и прилегла отдохнуть. После пробуждения, она с удивлением увидела, что Шуя утекла очень далеко, и пустилась вдогонку, снося всё на своем пути. В месте, где Суна пробила скалы, возник водопад Кивач.
Кроме того, на территории района существуют два других «сухих» водопада, пересохшие после отвода части вод реки Суна при строительстве Сунского каскада ГЭС (наиболее крупные станции каскада — Кондопожская ГЭС и Пальеозёрская ГЭС). Лазоревый поток также указывает и на расположение территории района на берегу Онежского озера.
Скалы в гербе символизируют помимо собственно природных скал, также и исторические мраморные карьеры и иные месторождения строительных материалов. В 1757 и 1764 годах близ Кондопоги — в деревнях Тивдия и Белая Гора — были открыты месторождения мрамора, которые начали интенсивно разрабатываться. Кондопога стала перевалочным пунктом, откуда мрамор отгружался в Санкт-Петербург.
Две ели — символ лесов, роли лесозаготовительной промышленности в истории района, а также древесного сырья для крупнейшего предприятия района — Кондопожского целлюлозно-бумажного комбината.

### Цветовое описание герба
Применённые в гербе цвета в геральдике обозначают:
- Белый цвет (серебро) — символ совершенства, благородства и веры.
- Жёлтый цвет (золото) символизирует богатство, справедливость, стабильность, уважение, великодушие.
- Синий цвет (лазурь) символизирует возвышенные устремления, искренность и добродетель; также это цвет водных объектов (озера и реки) и чистого неба.
- Зелёный цвет (зелень) — символ весны, радости, надежды, жизни, здоровья, природы, а также символ лесов и природных богатств.
- Черный цвет (чернь) — символ благоразумия, мудрости и свободы.

## Авторы герба
Герб был разработан и создан авторским коллективом в следующем составе:
- Автор идеи герба — И. Р. Соболева (Кондопога).
- Геральдическая доработка и компьютерный дизайн — Ю. Росич (Москва), А. Карпова (Барнаул).